# Kevin van der Perren
Kevin van der Perren (* 6. August 1982 in Ninove) ist ein ehemaliger belgischer Eiskunstläufer, der im Einzellauf startete.

## Werdegang
Als eine Eiskunstlaufshow in seine Heimatstadt kam, setzte sich der Wunsch in van der Perrens Kopf fest, Eiskunstläufer zu werden. Obwohl seine Eltern ihn lieber als Fußballspieler gesehen hätten und er von Klassenkameraden gehänselt wurde, gab er seinen Traum nicht auf: Allerdings begann er recht spät, im Alter von zehn Jahren, mit dem Trainieren. Er widmete sich auch dem Schwimmsport, den er erst nach seiner ersten Weltmeisterschaftsteilnahme im Eiskunstlauf endgültig aufgab.
Bei der Juniorenweltmeisterschaft 2002 gewann van der Perren hinter Daisuke Takahashi die Silbermedaille. Er zeigte dort als erster Läufer der Welt eine Sprungkombination aus drei dreifachen Sprüngen (Salchow-Toeloop-Rittberger). Bis zum Ende der Saison 2003/04 behielt er diese Kombination in seinem Kürprogramm.
Van der Perren ist der erste Belgier, der einen Vierfachsprung im Wettbewerb zeigte – einen vierfachen Toeloop.
Eine Hüftverletzung, die er sich nach den Olympischen Winterspielen 2006 zugezogen hatte, zwang ihn, die Weltmeisterschaft 2006 abzusagen. Auch bei der Europameisterschaft 2007 erwog er, nicht an den Start zu gehen, tat es aber schließlich doch und gewann die Bronzemedaille mit 0,07 Punkten vor Sjarhej Dawydau (Belarus). Damit war er der erste belgische Einzelläufer seit Fernand Leemans 1947, der eine Medaille bei Europameisterschaften holte.
Bei der Weltmeisterschaft 2008 erzielte er mit dem 6. Platz sein bestes Ergebnis bei einer Weltmeisterschaft.
Vor der Saison 2008/09 musste er sich erneut einer Hüftoperation unterziehen. Trotz Schmerzen gewann er dennoch wieder die Bronzemedaille bei der Europameisterschaft 2009.
In der Saison 2009/2010 hatte van der Perren immer wieder mit Problemen zu kämpfen. Bei der Europameisterschaft wurde er nur 11. und bei seinen dritten Olympischen Spielen 17. Aufwärts ging es jedoch wieder bei der Weltmeisterschaft. Nach einer starken Kür, in der er als erster Eiskunstläufer überhaupt eine Vierfach-Dreifach-Dreifach-Toeloop-Kombination zeigte, wurde er Achter. Van der Perren teilte später mit, dass er diese Kombination, gefolgt von einem Dreifach-Axel, nie im Training probiert hätte und dass er zu Ehren seines Großvaters gelaufen sei, der in der Nacht vor der Kür verstorben war.
Bei der Europameisterschaft 2011 in Bern belegte van der Perren den vierten Platz. Bei der Weltmeisterschaft reichte es für ihn allerdings nur zum 17. Platz.
Im Herbst 2011 errang van der Perren die Silbermedaille beim Grand-Prix-Wettbewerb Skate America, dabei gewann er sogar die Kür. Er gab bekannt, die Europameisterschaft als letzten Wettbewerb seiner Karriere bestreiten zu wollen. Wegen einer Handgelenksverletzung musste er allerdings vor der Kür aufgeben. Er entschied sich daraufhin, noch an der Weltmeisterschaft 2012 in Nizza teilzunehmen. In Nizza hatte er 2000 auch seine erste Weltmeisterschaft bestritten. Nach einem fehlerbehafteten Kurzprogramm zeigte van der Perren in seiner Kür eine seiner besten Karriereleistungen. Er stand zwei vierfache Sprünge, einen dreifachen Axel sowie sieben andere dreifache Sprünge, drei davon in einer Kombination. Dies hatte vor ihm noch kein Eiskunstläufer bei einer Weltmeisterschaft gezeigt. Nach dem Wettbewerb beendete van der Perren seine Wettkampfkarriere und konzentriert sich nun auf seine Karriere als Eiskunstlauftrainer.
Sonstiges
Bei den Olympischen Winterspielen 2006 in Turin und 2010 in Vancouver war van der Perren Fahnenträger seines Landes. Er ist seit 2008 mit der britischen Eiskunstläuferin Jenna McCorkell verheiratet.
Van der Perren ist einer der Eiskunstläufer, die noch im Geiste des alten Wertungssystems trainiert wurden, aber eben auch schon unter Bewertung des neuen Wertungssystems antraten. Dabei lag der Fokus seines Trainings stets auf den Sprüngen und Sprungkombinationen, die auch seine große Stärke waren. Die Komponenten, die im neuen Wertungssystem viel Gewicht erhielten, wie Übergänge und Schrittfolgen, konnte er nicht mehr lernen. Pirouetten konnte er nicht einmal trainieren, da in seiner Trainingshalle in Belgien das Eis in der Mitte um 27 Zentimeter höher war als am Rand.

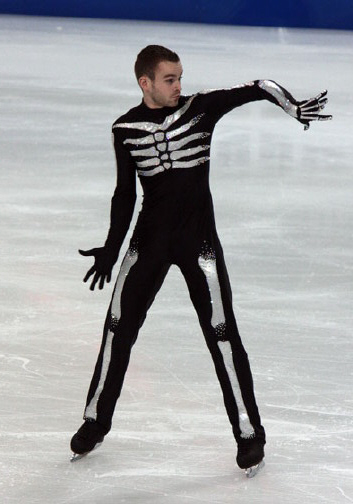
Van der Perren bei der Europameisterschaft 2009

## Ergebnisse
| Meisterschaft / Jahr           | 2000  | 2001  | 2002  | 2003  | 2004  | 2005  | 2006  | 2007  | 2008  | 2009  | 2010  | 2011  | 2012  |
| ------------------------------ | ----- | ----- | ----- | ----- | ----- | ----- | ----- | ----- | ----- | ----- | ----- | ----- | ----- |
| Olympische Winterspiele        |       |       | 12.   |       |       |       | 9.    |       |       |       | 17.   |       |       |
| Weltmeisterschaften            | 31.   | 33.   | 14.   | 19.   | 14.   | 8.    |       |       | 6.    | 14.   | 8.    | 17.   | 15.   |
| Europameisterschaften          | 28.   | 23.   | 13.   | 10.   | 11.   | 6.    | 7.    | 3.    | 5.    | 3.    | 11.   | 4.    | Z     |
| Juniorenweltmeisterschaften    | 26.   | 16.   | 2.    |       |       |       |       |       |       |       |       |       |       |
| Belgische Meisterschaften      | 1.    | 1.    | 1.    | 1.    | 1.    |       |       | 1.    |       |       |       | 1.    | 1.    |
| -                              |       |       |       |       |       |       |       |       |       |       |       |       |       |
| Grand-Prix-Wettbewerb / Saison | 99/00 | 00/01 | 01/02 | 02/03 | 03/04 | 04/05 | 05/06 | 06/07 | 07/08 | 08/09 | 09/10 | 10/11 | 11/12 |
| Grand-Prix-Finale              |       |       |       |       | 4.    |       |       |       | 6.    |       |       |       |       |
| Skate America                  |       |       |       |       |       |       | 4.    | 4.    |       |       |       | 6.    | 2.    |
| Skate Canada                   |       |       |       |       | 5.    | 5.    |       |       | 2.    |       | 11.   |       |       |
| Cup of Russia                  |       |       |       |       |       |       |       |       |       | 6.    | 5.    |       |       |
| Trophée Eric Bompard           |       |       |       |       | 2.    |       |       |       | 4.    |       |       |       |       |
| NHK Trophy                     |       |       |       |       |       |       | 5.    | 6.    |       |       |       | 8.    |       |